# Бунчук (музыкальный инструмент)
Бунчу́к (тур. boncuk) — ударный музыкальный инструмент турецкого происхождения. Русское название инструмента способно вызвать путаницу с  одноименным турецким, польским и казачьим знаком власти (аналогом личного штандарта военачальника в современных армиях).
В Русской императорской армии бунчук широко использовался в казачьих и пехотных частях. В настоящее время широко распространён в маршевых оркестрах немецкого бундесвера, французского Иностранного легиона, Российских вооружённых сил, вооружённых сил Чили и некоторых других государств. 

## Описание
Инструмент, обычно высотой от 2 до 2,5 метров, состоит из вертикального деревянного шеста с перекладиной в форме полумесяца, сделанной обычно из латуни. Многочисленные колокольчики прикреплены к полумесяцу и в других местах инструмента. Часто два окрашенных конских хвоста подвешиваются к концам полумесяца. Кроме полумесяца, на шесте иногда размещается латунный предмет конической формы, по которому во Франции инструмент стали называть «китайской шляпой». «Шляпа» может быть навершием инструмента, в других случаях она находится ниже навершия, или же её нет, а для навершия могут быть использованы фигура орла или что-либо другое. Для инструмента нет стандартной конфигурации, и из многих сохранившихся в музеях экземпляров едва ли найдётся два похожих.
Тоже самое касается и названий инструмента, которые в большинстве европейских языках сами носят довольно экзотический характер: турецкий полумесяц (англ. Turkish crescent), китайская шляпа (фр. Chapeau chinois), турецкая звенелка (англ. Turkish jingle), звенящий Джонни (англ. Jingling Johnny), Звенящее дерево (Шелленбаум; нем. Schellenbaum), Китайский павильон (фр. pavillon chinois) и др. 
В некоторых народных произведениях разных стран звучат похожие инструменты, основанные на деревянном посохе с звенящими насадками.

## История
Со своими многочисленными колокольчиками, он [бунчук] служит для расцвечивания пышных музыкальных сочинений и торжественных маршей военной музыки. Но он не может встряхивать своей звонкой гривой иначе как на достаточно отдалённых промежутках, что значит — не более двух раз на такт в умеренном движении.
Гектор Берлиоз
Инструмент, возможно, имеет предшественников в лице в центральноазиатских тенгрианских штандартов. Подобные инструменты встречаются в древней китайской музыке, куда, возможно, попали из тех же среднеазиатских (тюркских) источников. Родственным бунчуку, как музыкальному инструменту, предметом является также турецкий бунчук-штандарт, с которым он соседствовал у янычаров.
Европейцы знали об этом инструменте уже в XVI веке. В XVIII веке он ассоциировался с янычарами и был частью янычарского оркестра, а в XIX веке широко использовался в европейских военных оркестрах. Особенно часто китайская шляпа применялась в военных оркестрах наполеоновской Франции.
В 1881 году немецкий император Вильгельм I подарил турецкий полумесяц королю Гавайев Калакауа по случаю его визита в Берлин во время кругосветного путешествия. Этот инструмент с тех пор использовался Гавайским королевским оркестром.
В середине XIX века этот инструмент стал часто заменяться в составе военных оркестров кавалерийской (маршевой) лирой.
Инструмент практически вышел из употребления в Англии в середине XIX века, но сохранился до наших дней в Германии и в Нидерландах, а также в двух военных оркестрах во Франции (Иностранного легиона Франции и 1-й полка спаги). Он также используется в военных оркестрах Российской Федерации, Украины, Белоруссии, Азербайджана, Казахстана, Чили, Перу, Боливии и Бразилии. Его присутствие в оркестрах Чили, Бразилии и Боливии связано с немецким военным влиянием, которое существовало в этих странах в конце XIX — начале XX веков.
В современной России бунчук немецкого образца регулярно используется на парадах 9 мая на Красной площади, а также на других парадах. В 2019 году значительная часть трансляции парада представляла собой кадры с президентской трибуной, снятые со стороны военного оркестра, с бунчуком на переднем плане. Кроме бунчука, в оркестре были задействованы, по крайней мере, две маршевые лиры.

## Немузыкальные аспекты
Турецкие полумесяцы в некоторых случаях имели символическое значение для воинских частей, которые их использовали. Так, британский 88-й пехотный полк захватил такой инструмент у французов в битве при Саламанке, произошедшей в Испании в 1812 году. Позднее этот предмет стал полковой реликвией и неизменно «принимал участие» в парадах полка.

## Использование в музыкальных произведениях
- Турецкий полумесяц был использован композитором Йозефом Гайдном в его Симфонии № 100 (1794).
- Предполагается, что Бетховен использовал турецкий полумесяц в финале своей Девятой симфонии, хотя это не указано в партитуре[6].
- Гектор Берлиоз использовал его в своей «Траурно-триумфальной симфонии» (1840). Его «ансамбль грёз» из 467 инструментов включал четыре бунчука («китайских шляпы»).
- Бунчук был использован в балете «Нойя» советского композитора С. Н. Василенко[7].
- Бунчук использовался в оригинальной оркестровке песни «Полюшко-поле», первоначально входившей в состав IV Симфонии композитора Льва Книппера[7].

## Галерея

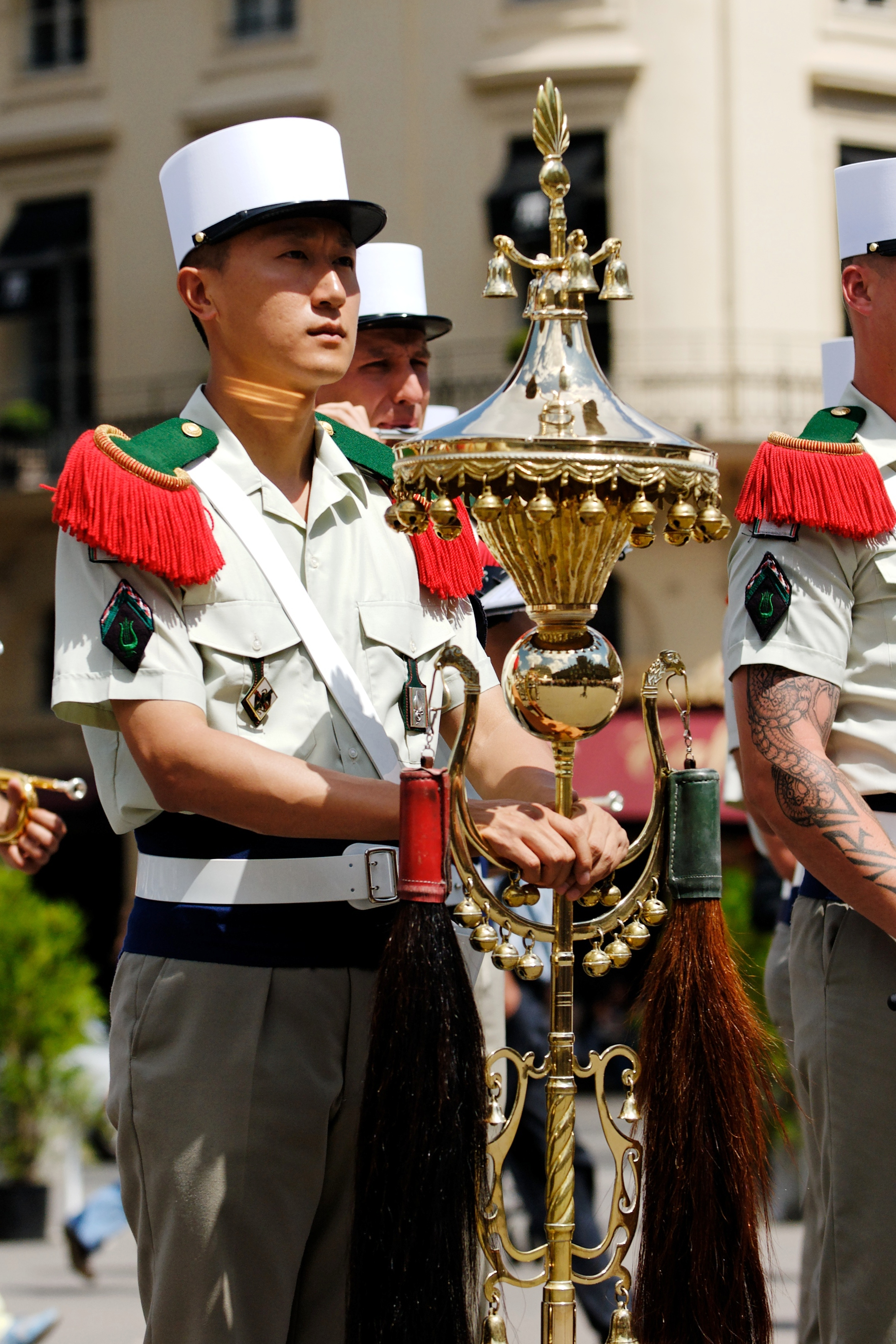
Бунчук на параде французского Иностранного легиона, 2008 год.
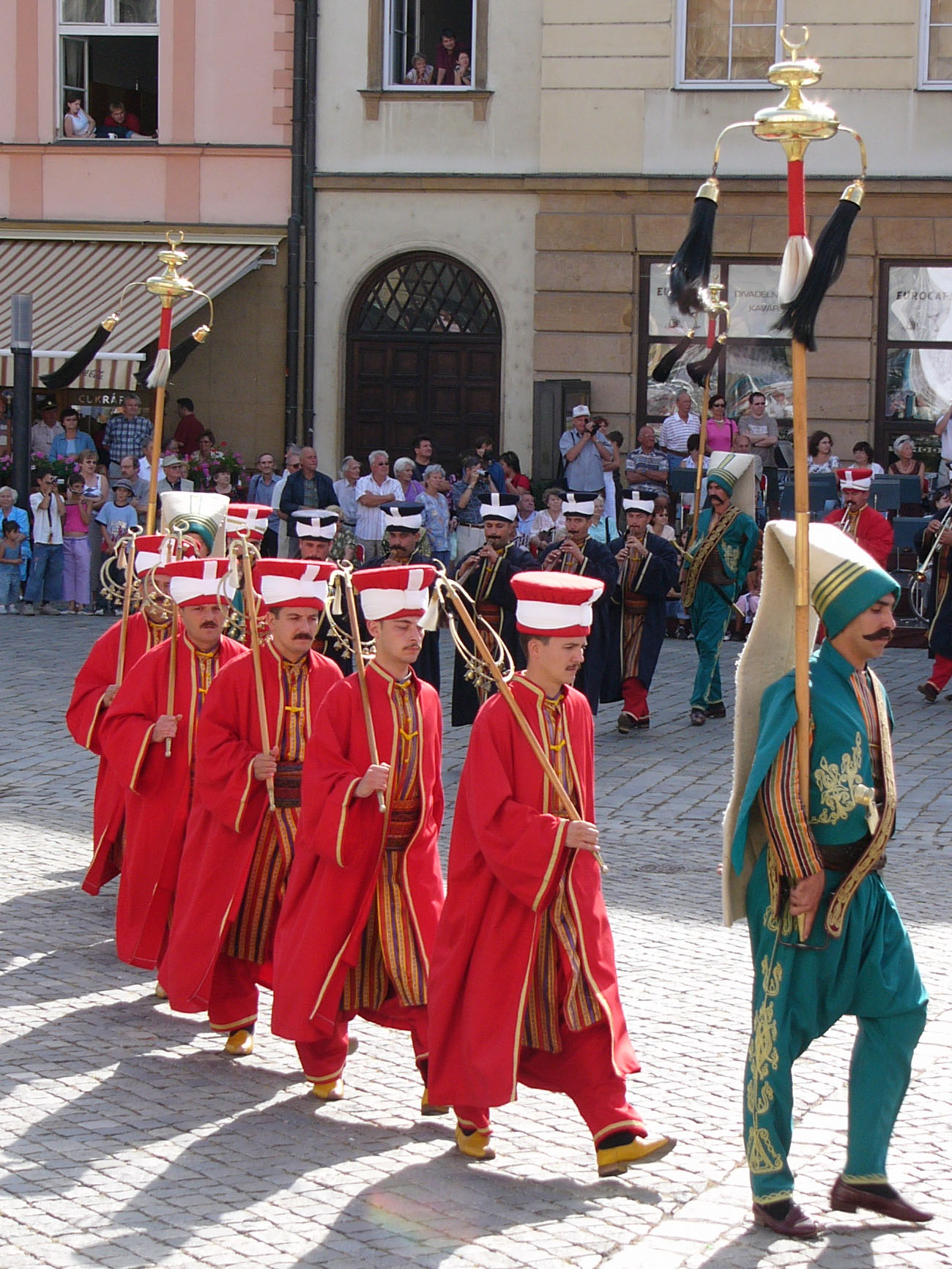
Турецкие полумесяцы реконструированного янычарского военного оркестра.
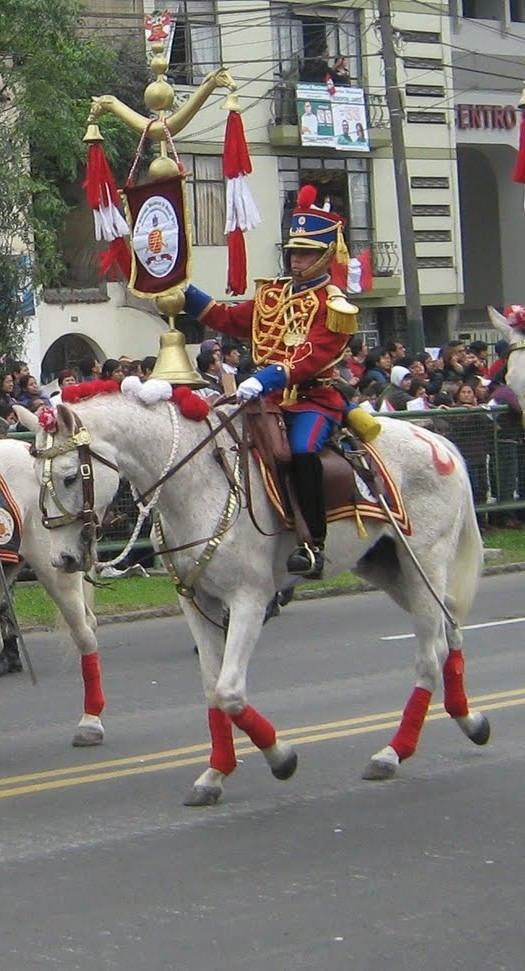
Перуанский гвардейский гусар с турецким полумесяцем.
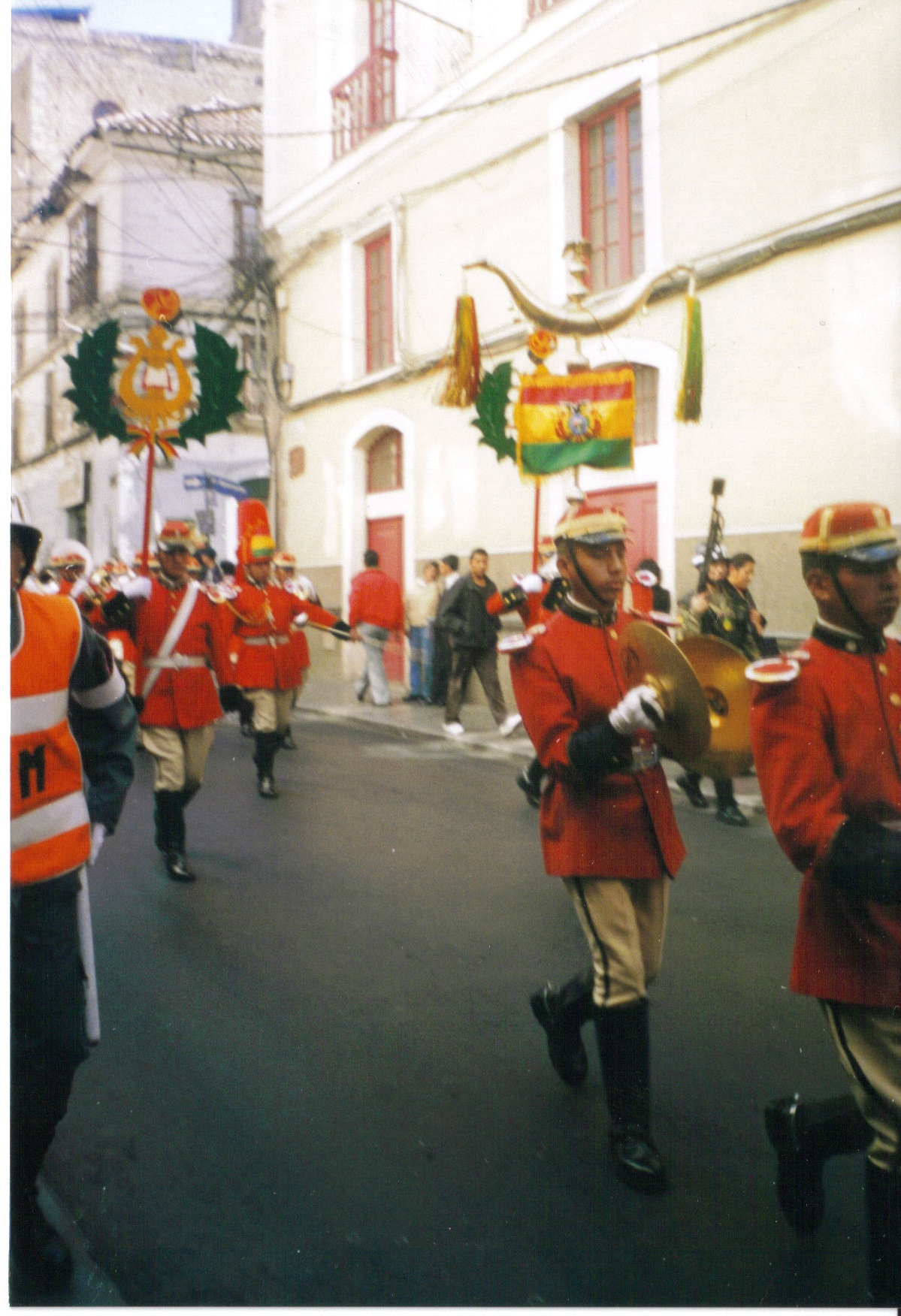
Турецкий полумесяц и маршевая лира на параде в Боливии.
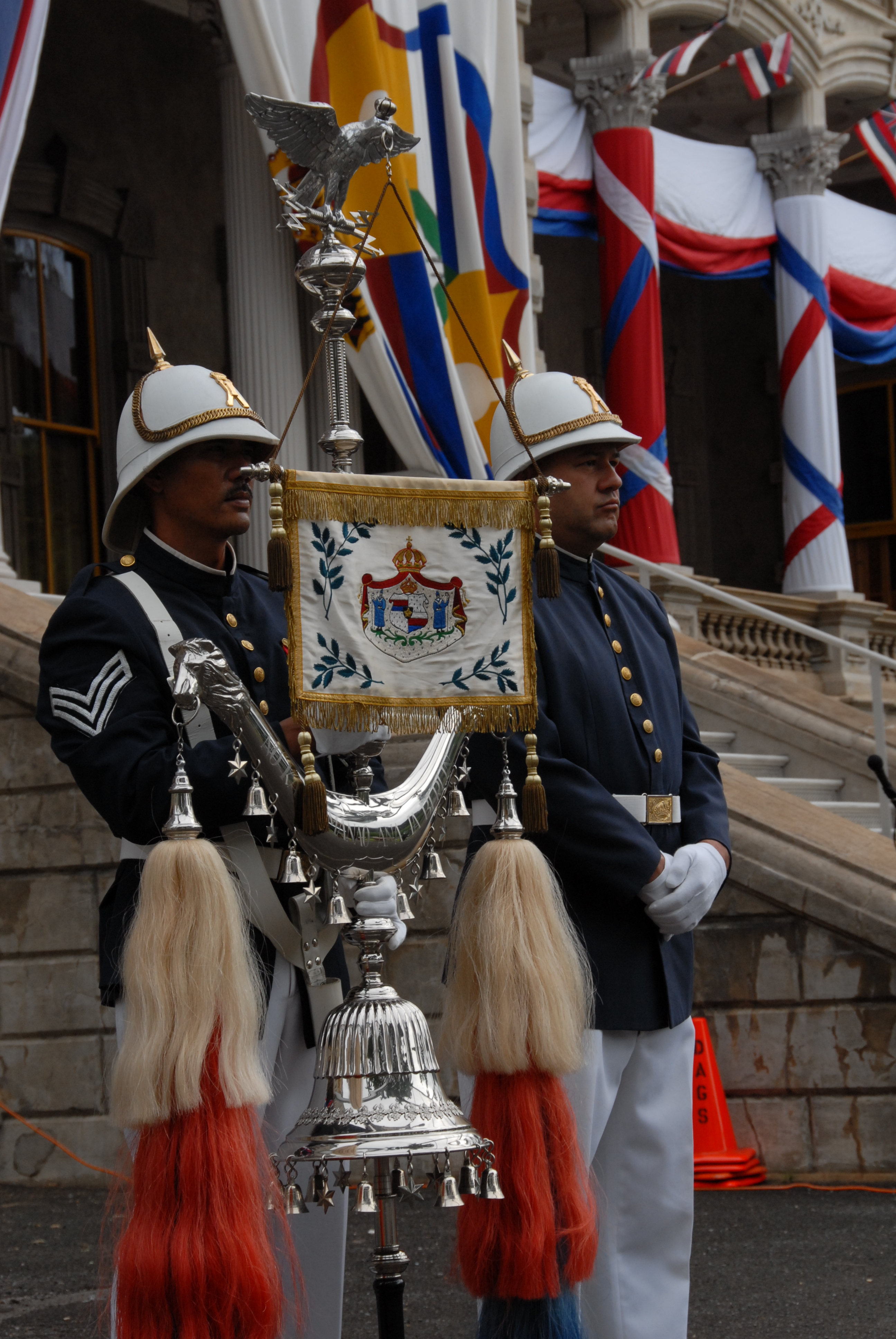
Гавайские гвардейцы с турецким полумесяцем.
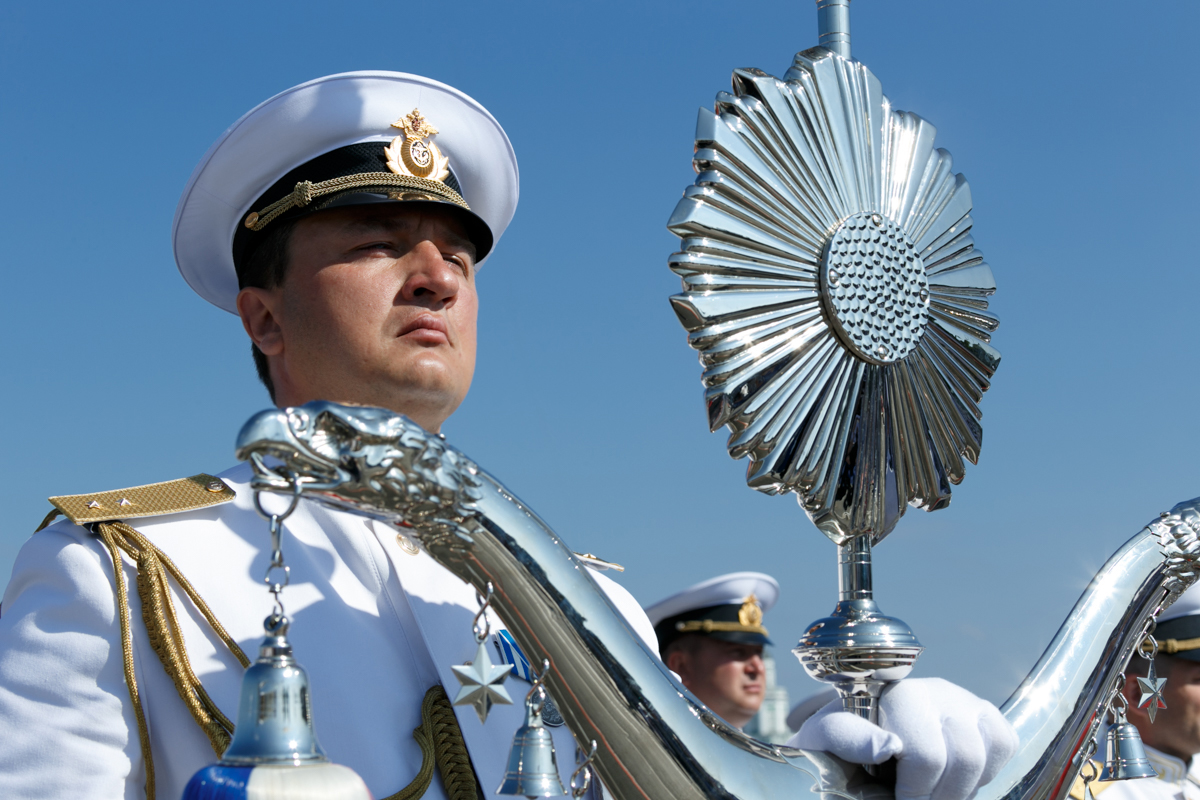
Бунчук на главном военно-морском параде в России, 2018 год.
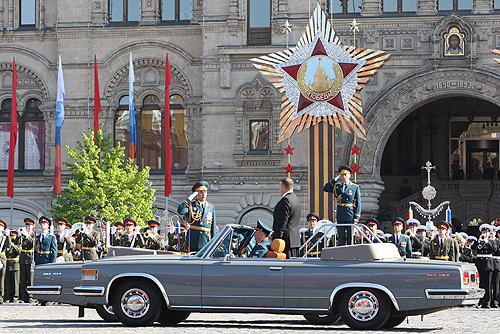
Бунчук на Красной площади, 2009 год.
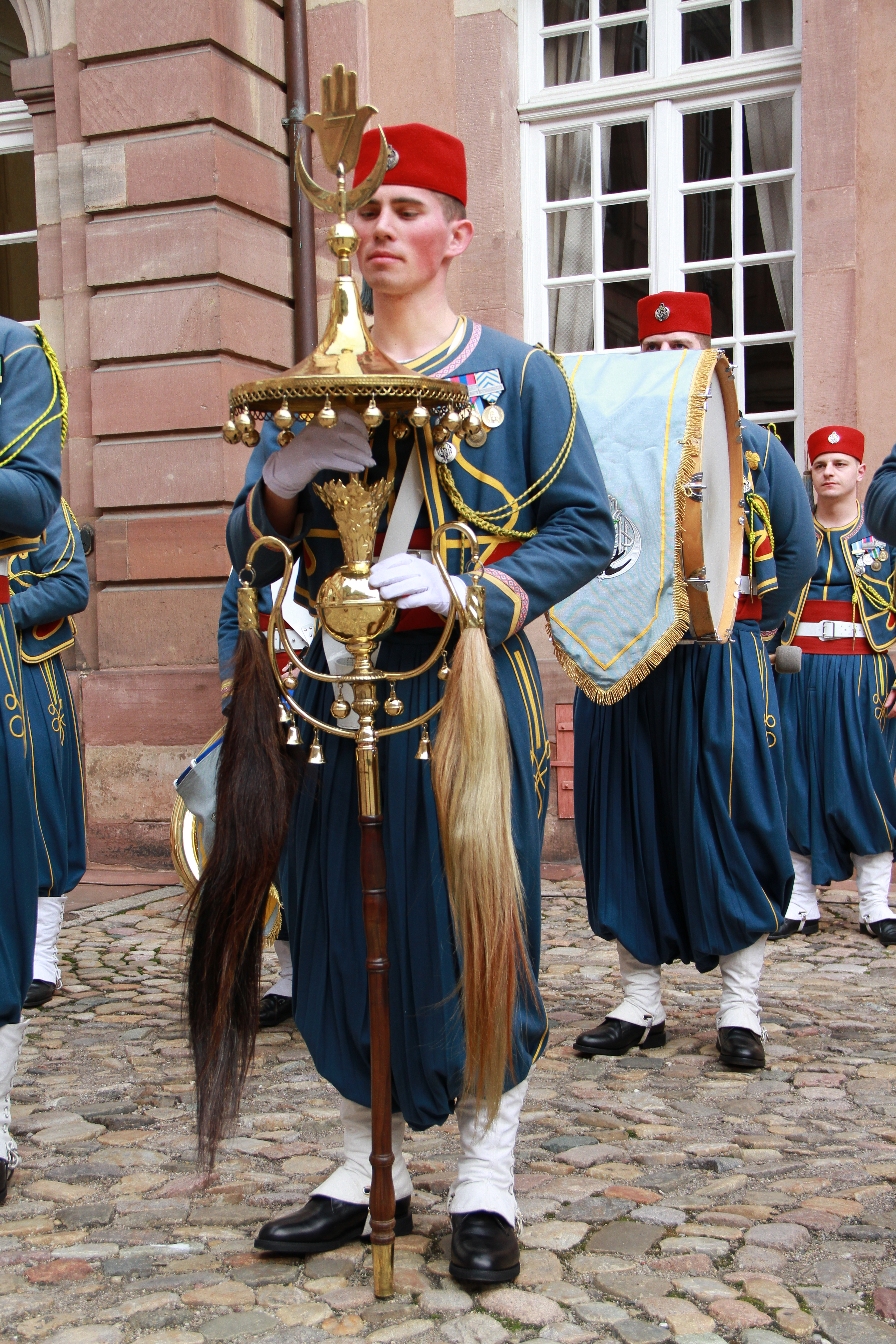
Бунчук оркестра французского 1-го тиральерского полка.